# 憂鬱的共鳴
「憂鬱的共鳴」（リゾナント ブルー）是日本的女子偶像組合「早安少女組。」的第36张单曲。2008年4月16日由zetima发售。

## 概要
- 此單曲有3個版本，分別有「初回生産限定盤A」、「初回生産限定盤B」和「CD ONLY」。「初回生産限定盤」收錄了「憂鬱的共鳴」的PV。
- 在4月28日於公信榜单曲週排行榜取得第3位。

## 收錄内容

### CD（初回生産限定盤, CD ONLY）
CD
1. 憂鬱的共鳴
（作詞・作曲：淳君 編曲：鈴木Daichi秀行）
2. 在這種場合可不能害怕嘛!（その場面でビビっちゃいけないじゃん!）
（作詞・作曲：淳君  編曲：鈴木Daichi秀行）
3. 憂鬱的共鳴(Instrumental)

### DVD（初回生産限定盤A）
1. 憂鬱的共鳴（Another Ver.）

### DVD（初回生産限定盤B）
1. 憂鬱的共鳴（Lesson Studio Ver. ）